# KARA BEST 2007-2010
《KARA BEST 2007-2010》은 카라의 베스트 음반이다. 2010년 9월 29일 유니버설 시그마(유니버설 뮤직)에서 발매되었다.

## 개요
- 2007년 데뷔부터 2010년까지 발표된 노래를 모은 베스트 앨범이다. 일본에서만 발매되었으며, 첫회 한정반과 통상반의 2가지 종류로 발매되었다.
- 수록곡은 모두 한국에서 발매된 한국어 노래이다. 수록곡은 인터넷에서 행해진 인기 투표의 상위곡을 중심으로 수록되었다.
- 첫회반에는 다큐멘터리 영상을 수록한 DVD가 붙어 있다.
- 발매 첫주에 5.1만장을 판매, 2010년 10월 11일 오리콘 주간 앨범 랭킹 2위에 첫등장했다. 한국 여성 그룹의 오리콘 주간 앨범 랭킹 TOP10 진입은 사상 최초이다.[1].

## 수록곡

### CD(통상반·첫회 한정반)
1. Mr.
2. LUPIN
3. Honey
4. Pretty Girl
5. Wanna
6. Rock U
7. Umbrella
8. 나는… (ing)
9. Tasty Love
10. AHA
11. Break It
12. Good Day

### DVD(첫회 한정반)
- 2010년 8월 일본 방문 이벤트의 상황이나 체제중의 오프샷을 수록한 다큐멘터리